# Tremor Mountain
Der Tremor Mountain ist ein 2691 m hoher und mit einer Schartenhöhe von 1261 m deutlich präsenter Berg im Südwesten der kanadischen Provinz British Columbia, im Squamish-Lillooet Regional District.

## Geographie
Der Tremor Mountain liegt in den Garibaldi Ranges der Coast Mountains im Garibaldi Provincial Park. Er bildet den höchsten Punkt der Spearhead Range, einer Teilkette der Garibaldi Ranges. Er liegt 13 km südöstlich von Whistler und 8,7 km südlich des Wedge Mountain, des zu ihm nächsthöheren Berges. Die Abflüsse der Niederschläge von der Südseite des Berges wie auch das Schmelzwasser vom Platform Glacier werden über den Fitzsimmons Creek in den Green River abgeleitet. Das Schmelzwasser des Tremor Glacier am Nordwesthang fließt in den Wedge Creek, und das Schmelzwasser des Shudder Glacier am Nordosthang in den Billygoat Creek, einen Zufluss des Lillooet River. Der Tremor Mountain wird oft im Zuge der Spearhead Traverse erstiegen. 
| Tremor Glacier    | Wedge Mountain | Billygoat Creek  |
| Mount Trorey      |                | Shudder Mountain |
| Fitzsimmons Creek | Mount Macbeth  | Quiver Peak      |

## Geschichte
Die Erstbesteigung erfolgte 1928 im Rahmen der A.-J.-Campbell-Garibaldi-Erkundung. Der Name des Berges stammt von unerklärlichen Erschütterungen (engl. tremor) während der Ankunft der Seilschaft auf dem Gipfel bei der Erstbesteigung. Das Toponym des Berges wurde am 6. September 1951 offiziell durch das Geographical Names Board of Canada anerkannt.

## Klima
In Bezug auf die Klimaklassifikation nach Köppen und Geiger herrscht am Tremor Mountain ein Westseiten-Seeklima. Die meisten Wetterfronten stammen vom Pazifik und bewegen sich ostwärts auf die Coast Mountains zu, wo sie durch die Berge zum  Aufsteigen (Windstau) gezwungen werden, was wiederum dazu führt, dass die enthaltene Feuchtigkeit in Form von Regen oder Schnee abgegeben wird. Im Ergebnis führt das zu hohen Niederschlägen in den Coast Mountains, insbesondere zu starken Schneefällen im Winter. Die Temperaturen können unter −20 °C fallen, unter Berücksichtigung von Windchill-Einfluss unter −30 °C. Die Monate Juli bis September bieten die besten Wetterbedingungen für einen Aufstieg.

## Kletterrouten
Folgende Routen sind am Tremor Mountain etabliert:
- Ostgrat
- Westflanke
- Nordflanke
- Westgrat

## Galerie

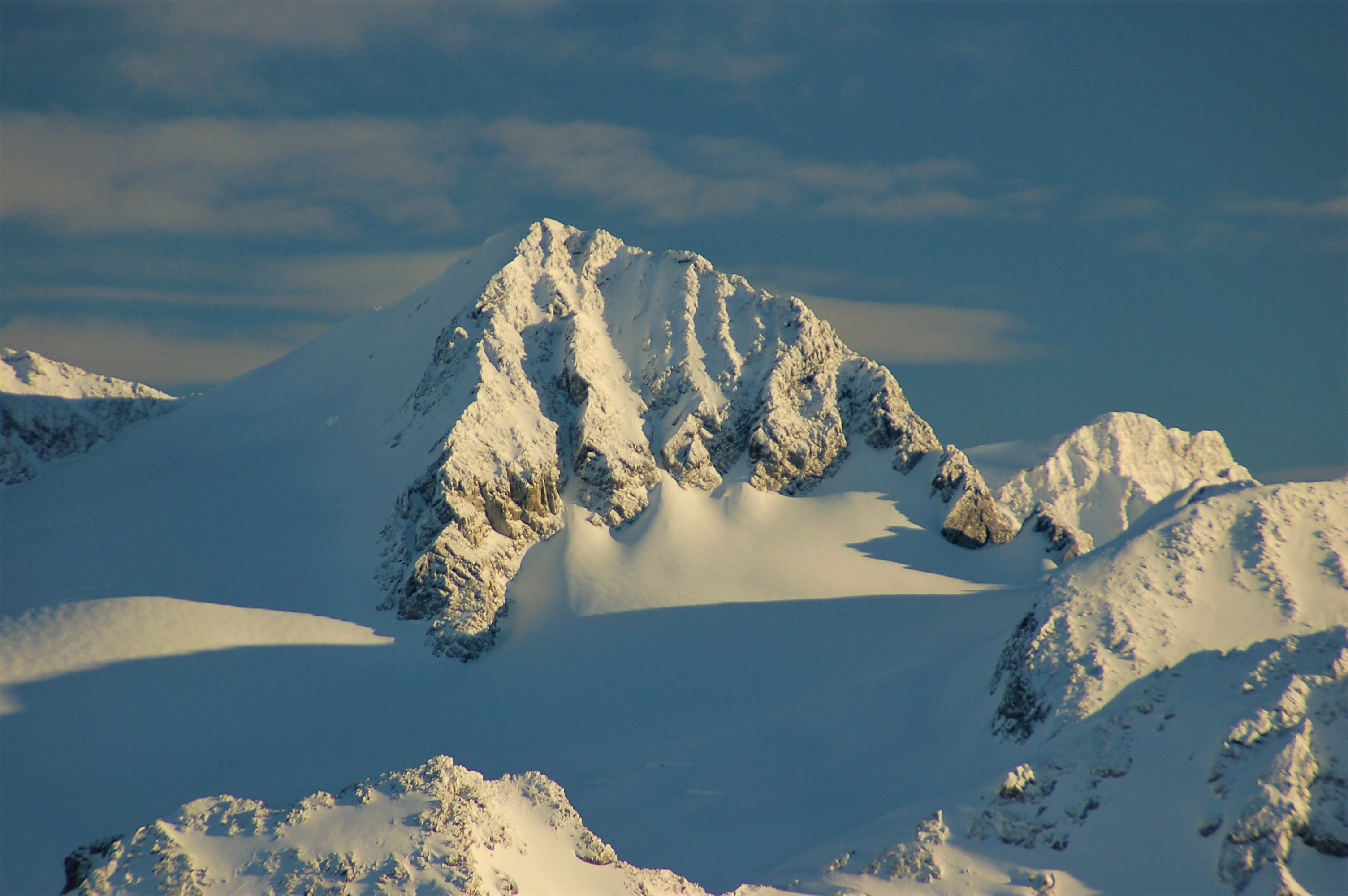
Nordwestansicht
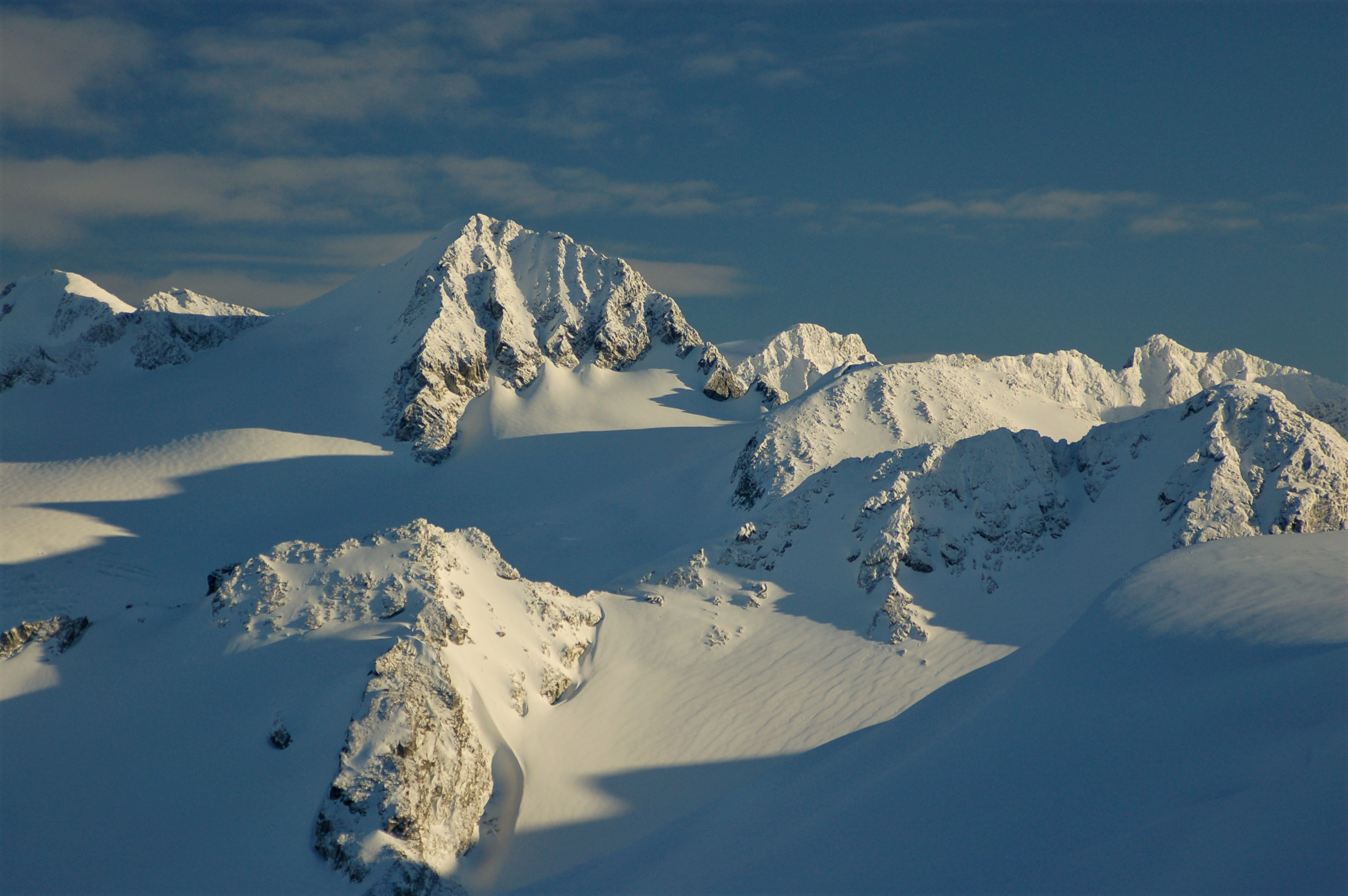
Nordwestansicht
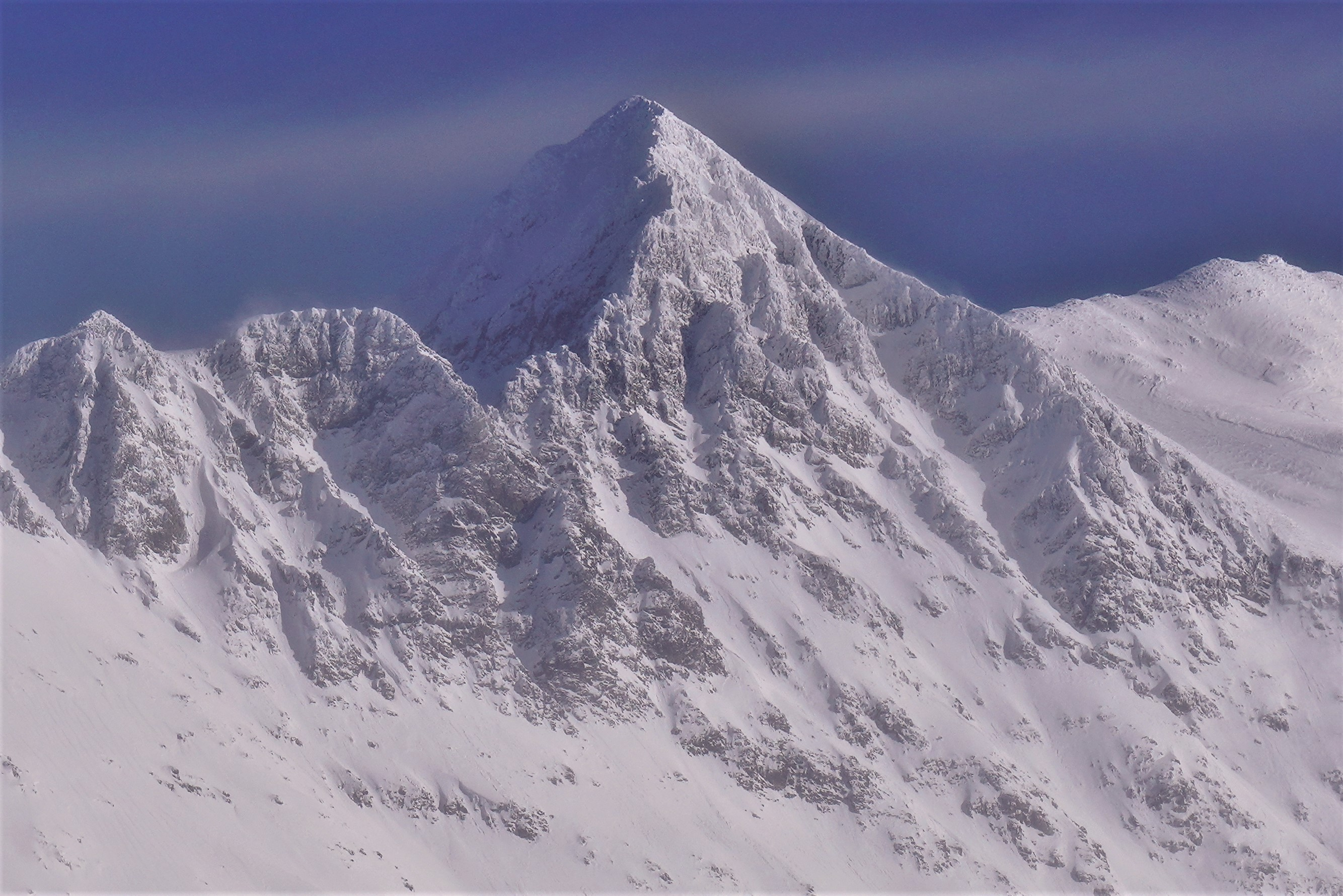
Der Tremor Mountain im Winter